# LiveCode
LiveCode est un outil informatique de prototypage et de programmation. C'est un descendant d'HyperCard, outil sur Macintosh dans les années 1990.

## Particularités
Les concepts de développement sont très proches de ceux d'Hypercard. Ainsi, comme de nombreux concurrents depuis les 4GL, il est centré sur les outils de réalisation d'interfaces en WYSIWYG.
Le langage de programmation, issu de HyperTalk, est assez «naturel», en anglais, par exemple : 
if Afficher then show button 'un bouton'
put 'hello' into word 3 of line i of field 'message'
Il est possible de générer une application standalone pour Microsoft Windows, UNIX, OS X, Android, iOS.

## Licences et versions
Jusqu'à la version 5.5, c'est un logiciel propriétaire.
Ensuite, à la suite d'une campagne Kickstarter, à partir de la version 6 (2013), l'outil est libre. Livecode est alors proposé sous deux formes :
- Libre (appelée community): le logiciel est gratuit, le code produit par l'utilisateur est ouvert à tous	;
- Commerciale (appelée Indy): le logiciel est payant (environ 500 $/an), le code produit par l'utilisateur est fermé, ce qui permet de le protéger à des fins commerciales.

En Février 2019, la version 9 permet en plus de générer partiellement des applis html5 exécutables par un navigateur récent.
À partir de la version 10, le logiciel n'est plus disponible en version libre ou gratuite.
Le prix est fonction de la cible de déploiement (IOS, Android, serveur, Windows).

## Référence
1. ↑  (en) « Review: LiveCode Community is open-source HyperCard for the 21st century », sur pcworld.com, 3 juin 2013 (consulté le 20 novembre 2021).
2. ↑  (en) « Review: LiveCode 8 is freaking incredible », sur networkworld.com, 2016 (consulté le 20 novembre 2021)
3. ↑  « Après huit ans, LiveCode abandonne l'open source », sur magc.com, 7 septembre 2021 (consulté le 20 novembre 2021).